# The Journal News
The Journal News est un quotidien du matin américain publié à White Plains depuis 1998. Couvrant l'actualité de la basse vallée de l'Hudson (comtés de Rockland, Putnam et Westchester), il est issu de la fusion de douze journaux locaux dont le plus ancien remontait à 1852. 